# Општина Миљанка (Ботошани)
Миљанка (рум. Mileanca) општина је у Румунији у округу Ботошани.
Oпштина се налази на надморској висини од 180 m.